# M.O.030
M.O.030 (bürgerlich Julien Möwis) ist ein deutscher Rapper.

## Werdegang
M.O.030 wurde in Berlin geboren, wo er im Bezirk Reinickendorf aufwuchs. Im Alter von zehn Jahren begann er damit, erste Songs aufzunehmen. Dabei griff er auf das Musikprogramm Magix Music Maker zurück. Nach einer erfolgreich abgeschlossenen kaufmännischen Ausbildung, arbeitete er zunächst im Einzelhandel, während er weiterhin Hip-Hop-Songs produzierte. 2016 zog er nach Berlin-Wedding und veröffentlichte mit Alles wird wahr sein erstes Musikvideo. Im Frühjahr 2017 begann M.O.030 mit dem Rapper Bushido zusammenzuarbeiten. Zunächst erschien ein Video zum gemeinsamen Song Gehen wir rein, der nach Fallout als zweites Lied des Albums Black Friday ausgekoppelt wurde. Ende April gab Bushido offiziell bekannt, M.O.030 unter Vertrag genommen zu haben. Mit Fake Friends veröffentlichte er kurz darauf seinen ersten Solosong, der teilweise sehr kritisch diskutiert wurde.
Nach nur drei Monaten trennte sich Bushidos Label ersguterjunge wieder von M.O.030. Kurz vor Jahreswechsel veröffentlichte M.O.030 die Solosingle Is’ Ok! als erste Auskopplung seiner ersten EP. Es folgten Musikvideos zu den Songs Segen, Dämonen und Million. Ende März 2018 unterschrieb der Rapper einen Vertrag bei dem als Vertrieb und Label agierenden Unternehmen Groove Attack. Die Labelarbeit übernimmt M.O.030 dabei mit seinem Manager Dursun Sarac und seinem Team in Eigenregie. Am 18. Mai 2018 erschien seine erste, rein digitale EP MOSEASON, auf dem Niqo Nuevo und Jalil als Gastmusiker vertreten sind. Aufgrund der Trap-Instrumentals und des Autotune-Einsatzes zogen Kritiker Vergleiche zu Post Malone oder Travis Scott.
Am 10. Januar 2019 erschien sein erstes Mixtape Mozone, auf dem Olexesh, MoTrip, Jalil, Fler, Micel O und Niqo Nuevo als Gastmusiker vertreten sind.

## Diskografie
| Veröffentlichung | Titel    | Label                 | Kommentar | Cover |
| ---------------- | -------- | --------------------- | --------- | ----- |
| 18. Mai 2018     | Moseason | M.O.030/Groove Attack | EP        |       |
| 10. Jan. 2019    | Mozone   | M.O.030/Groove Attack | Mixtape   |       |

| Veröffentlichung | Titel              | Label                 | Kommentar                      | Cover |
| ---------------- | ------------------ | --------------------- | ------------------------------ | ----- |
| 7. Apr. 2017     | Gehen wir rein     | ersguterjunge         | Single mit Bushido             |       |
| 23. Juni 2017    | Fake Friends       | ersguterjunge         |                                |       |
| 21. Dez. 2017    | Is’ Ok!            | M.O.030/Groove Attack | Single aus MOSEASON            |       |
| 9. Feb. 2018     | Segen              | M.O.030/Groove Attack | Single aus MOSEASON            |       |
| 30. März 2018    | Dämonen            | M.O.030/Groove Attack | Single aus MOSEASON            |       |
| 21. Sep. 2018    | Siedlung           | M.O.030/Groove Attack | Single aus MOZONE              |       |
| 19. Okt. 2018    | Ich hab geträumt   | M.O.030/Groove Attack | Single aus MOZONE, mit Olexesh |       |
| 16. Nov. 2018    | Kein Limit         | M.O.030/Groove Attack | Single aus MOZONE              |       |
| 12. Apr. 2019    | Fühlst du es auch? | M.O.030/Groove Attack |                                |       |
| 17. Mai 2019     | Guck mir zu        | M.O.030/Groove Attack |                                |       |
| 31. Mai 2019     | Bye Bye            | M.O.030/Groove Attack | Single mit Olson               |       |